# 好きだけじゃだめなんだ
「好きだけじゃだめなんだ」（すきだけじゃだめなんだ）は、2001年1月31日にリリースされたDREAMS COME TRUEの27thシングル。

## 概要
- 前作「24/7 -TWENTY FOUR/SEVEN-」以来約3ヶ月ぶりのシングル。前作と同時期に製作された。
- カップリングには、前作に続き「club DCTgarden Vol.2」として、リミックスバージョンを収録。
- 「好きだけじゃだめなんだ」は後に11thアルバム『monkey girl odyssey』に収録、「TOKYO ATLAS」は、「東京ATLAS」として、「NANTE KOI SHITANDARO」は、「なんて恋したんだろ」として、10thアルバム『the Monster』から別バージョンでシングルカット。
- 枚数は不明だが、極少数でアナログ盤が存在する。

## 収録曲
1. 好きだけじゃだめなんだ
  - 作詞・作曲：吉田美和、編曲：中村正人
  - ミュージックビデオが作られた（『DCT CLIPS V1』に収録）。
2. TOKYO ATLAS -king's party mix-
  - 作詞：吉田美和、作曲・編曲：中村正人
3. NANTE KOI SHITANDARO -king's crafty mix-
  - 作詞：吉田美和、作曲：中村正人・吉田美和、編曲：中村正人
4. 好きだけじゃだめなんだ -king's ya-man ! mix-
  - 作詞・作曲：吉田美和、編曲：中村正人

## 収録アルバム
- monkey girl odyssey(2001年12月5日)
- DREAMS COME TRUE GREATEST HITS "THE SOUL 2"(2009年3月21日)